# Orophea sarawakensis
Orophea sarawakensis är en kirimojaväxtart som beskrevs av Keßler. Orophea sarawakensis ingår i släktet Orophea och familjen kirimojaväxter. Inga underarter finns listade i Catalogue of Life.